# (10005) Chernega
(10005) Chernega (1976 SS2) – planetoida z grupy pasa głównego asteroid okrążająca Słońce w ciągu 3,56 lat w średniej odległości 2,33 j.a. Odkryta 24 września 1976 roku.